# Đắc Lua
Đắc Lua là một xã thuộc tỉnh Đồng Nai, Việt Nam.
Xã Đắc Lua có diện tích 420.31 km², dân số năm 1999 là 7434 người, mật độ dân số đạt 18 người/km².

## Hành chính
Xã Đắc Lua được chia thành 7 ấp: 1, 2, 3, 4, 5, 6, 7.

## Lịch sử
Trước năm 2016, xã Đắc Lua được chia thành 13 ấp: 1, 2, 3, 4, 5A, 5B, 6, 7, 8, 9, 10, 11, 12.
Ngày 11 tháng 8 năm 2017, Uỷ ban Nhân dân tỉnh Đồng Nai ban hành Quyết định 2817/QĐ-UBND, trong đó:
- Sáp nhập ấp 7 và ấp 12 vào ấp 1.
- Sáp nhập ấp 6 vào ấp 2.
- Sáp nhập ấp 8 vào ấp 3.
- Sáp nhập ấp 11 vào ấp 4.
- Sáp nhập ấp 5A và ấp 5B thành ấp 5.
- Sáp nhập ấp 9 và ấp 10 thành ấp 6.

Từ đó, xã được chia thành 6 ấp: 1, 2, 3, 4, 5, 6.